# Norðoyar
La région de Norðoyar est l'une des six régions administratives des îles Féroé s'étendant sur les îles de Kalsoy, Kunoy, Borðoy, Viðoy, Svínoy et Fugloy.
Son territoire comprend donc six communes : Fugloy, Kunoy, Húsar, Hvannasund, Klaksvík et Viðareiði.

## Liens externes

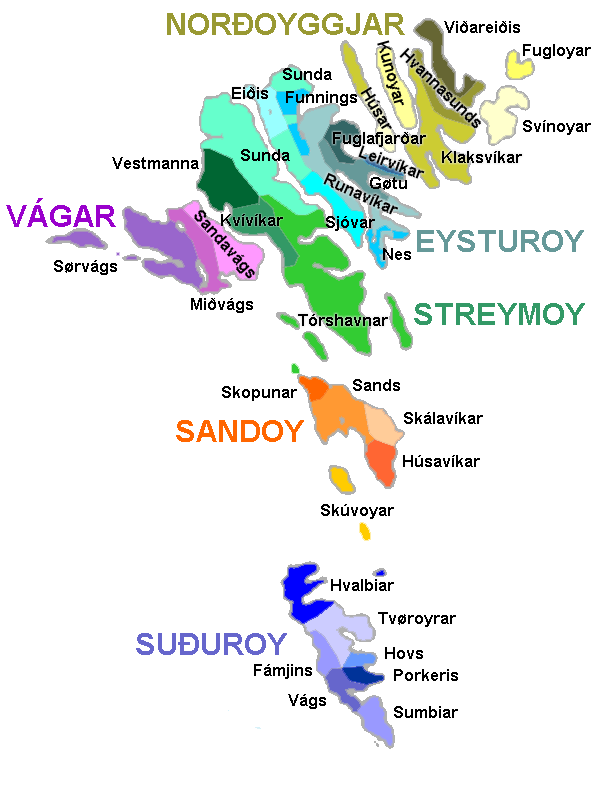
Carte des îles Féroé indiquant leur découpage en communes et région avant 2005.